# Дорнхайм (Тюрингия)
Дорнхайм (нем. Dornheim) — община в Германии, в земле Тюрингия.
Входит в состав района Ильм. Подчиняется управлению Рихгаймер Берг. Население составляет 562 человека (на 31 декабря 2010 года). Занимает площадь 7,87 км².